# 林凡
林凡（英語：Freya Lim，1979年11月20日—），台灣女歌手。父親為馬來西亞檳城華人，母親為臺灣人，出生於臺北，擁有馬來西亞國籍與台灣永久居留權。除了歌唱事業，林凡也曾出演音樂劇以及擔任中廣音樂網的DJ。

## 生涯经历
1999年暑假，自美國返台打工的林凡，在下班以後與一群朋友赴KTV唱歌，當她唱到林憶蓮的《夜太黑》時，獲在場的台灣音樂人林明陽青睞，邀請簽約上華唱片，從此踏入歌壇；而這首歌曲其後也灌錄在林凡的首張專輯中。
2000年，正式發行第1張個人專輯《林凡freya》，其中知名的歌曲有〈一個人生活〉、〈再見西雅圖〉以及翻唱陶喆的〈沙灘〉；此外鄭中基也在這張專輯跨刀與林凡合唱了〈想念你的愛〉。隔年林凡憑此專輯在第12屆金曲獎入圍最佳新人獎，同屆競爭者包括孫燕姿、周杰倫、戴佩妮以及范瑋琪，但林凡因課業因素而無法出席頒獎典禮。
2001年，林凡與許志安合唱了《男生女生配》。同年6月推出第2張個人專輯《都是他》，專輯較為知名的歌曲有〈都是他〉、〈三個心願〉以及獲選為夢工廠動畫史瑞克中文主題曲的〈愛情超能力〉；林凡在此專輯也翻唱了鄭秀文的〈捨不得你〉。之後由於學業及唱片合約問題關係，林凡與上華唱片解約。
2002年，從美國西雅圖華盛頓大學心理學系畢業，並於同年年底轉投福茂唱片，最初唱片公司仍然是以推出國語專輯的方向進行，之後卻因為企劃人員一直變動，以致於新專輯遲遲無法推出。在這段期間，除了錄音，林凡也嘗試多元發展，主持了FM98.9好事聯播網的「娛樂飛行船」節目，節目中有一個固定單元「魔力水晶球」，專門介紹英文老歌和它背後的故事。也因為此單元的關係，在2007年決定推出個人第1張英文翻唱專輯《非愛不可·心林凡》。專輯推出之後，林凡赴美國波士頓大學攻讀大眾傳播碩士學位。
2009年，畢業返台，并參與舞台劇《愛情里程》的演出。同年11月正式轉投滾石唱片。2010年12月發行第4張個人專輯《眼淚流回去》，主打歌〈五天幾年〉與〈重傷〉分別獲選台視與三立偶像劇犀利人妻的片頭與片尾曲，該劇的成功也讓沉寂多年的林凡重回音樂事業高峰。隔年林凡也以《眼淚流回去》專輯再次叩關金曲獎，入圍第22屆金曲獎最佳國語女歌手獎，而〈重傷〉則入圍最佳年度歌曲獎。
2012年4月27日，推出第5張個人音樂專輯《愛情很突然》，收錄〈告別像低迴溫婉的小調〉、〈睡在一起的知己〉等歌曲。同年8月18日，在台北國際會議中心舉辦首場個人大型售票演唱會「林凡 Freya&Friends 幸福零缺口犀利演唱會」。
2013年，為《台灣舞孃》演唱主题曲〈愛是最美的事情〉，並與洪敬堯合唱。2013年8月11日，受台灣人壽邀約，與樂興之時管弦樂團於新北市多功能集會堂合作演出。
2014年5月2日，推出第6張個人音樂專輯《歲月這把刀》，收錄〈明明愛你〉、〈我們的故事只講了一半〉等10首歌曲。
2016年，簽約索尼音樂，但並未發行任何個人專輯。
2017年，請辭《中廣》主持8年的電台節目，轉到PUB EZ5磨練現場演唱實力。
2018年1月，參與原創音樂劇《偷心情歌》演出。
2019年，加盟華納唱片 ，陸續發表〈如果那天〉、〈如願以償〉、〈可是我們呢？〉、〈幸福之前〉、〈浪漫體質〉等單曲。
2021年5月，宣佈即將發行睽違7年第7張全新個人專輯，第一波釋出單曲〈名人錄Who's Who〉，首度與倪子岡合作，該曲也獲選為電影《殺手保鑣2》中文主題曲。
2021年6月28日，發行第7張全新個人專輯《再見 Goodbye, Ciao, Seeing You Again》

## 藝術風格
林凡是一位女中音，常唱抒情歌曲，有「療愛歌姬」稱呼。
林凡一直被認為嗓音與林憶蓮相似，中音聲線則溫暖清亮沒有雜質和陳淑樺接近。

## 音樂作品

### 專輯
| 專輯 | 名稱                | 發行時間       | 發行公司 | 曲目 |
| ---- | ------------------- | -------------- | -------- | --- |
| 1st  | 《林凡freya》       | 2000年8月10日  | 上華唱片 | 曲目 1. 什麼都可以忘記 2. 夜太黑 3. Do You Wanna Play 4. 一個人生活 5. 再見西雅圖 6. 想念你的愛 7. Old Phone Book 8. 黑色牛仔褲 9. 我的八月怎麼過 10. 好想戀愛 11. 沙灘                                                                         |
| 2nd  | 《都是他》          | 2001年6月20日  | 上華唱片 | 曲目 1. 都是他 2. 難道 3. 愛情超能力 4. Angel 5. 三個心願 6. 我的感情太豐富 7. 我想要 8. 怎麼離開你才能夠不傷心 9. Now I See 10. Make Believe 11. 捨不得你                                                                                      |
| 3rd  | 《非愛不可‧心林凡》 | 2007年8月3日   | 福茂唱片 | 曲目 1. Close to You 2. Kiss me 3. You Light Up My Life 4. Time after Time 5. Bizarre Love Triangle 6. Winter 7. Foolish Beat 8. I Miss You 9. Both Sides Now 10. Colors of the Wind                                                            |
| 4th  | 《眼淚流回去》      | 2010年12月24日 | 滾石唱片 | 曲目 1. 重傷 2. 當我想起你時笑了 3. 五天幾年 4. 飛了 5. 最美的意外 6. 眼淚流回去 7. 這樣愛你好可怕 8. 記得懂得捨得 9. 蝴蝶效應 10. Say What You Want 11. 重生 (重傷／這樣愛你好可怕／眼淚流回去／五天幾年／記得懂得捨得)                        |
| 5th  | 《愛情_很突然。》   | 2012年4月27日  | 滾石唱片 | 曲目 1. 睡在一起的知己 2. 痛癢 3. 告別像低迴溫婉的小調 4. 我的病 5. 不痛不快 6. 不一定 7. 幸福很突然 8. 缺口 9. 你還在 10. You Said You Would 11. 不能更快樂嗎 12. 告別缺口，知己… (睡在一起的知己／痛癢／不痛不快／缺口／告別像低迴溫婉的小調) |
| 6th  | 《歲月這把刀》      | 2014年5月2日   | 滾石唱片 | 曲目 1. 明明愛你 2. 我們的故事只講了一半 3. 套不住 (feat. 符致逸) 4. 一戀愛就亂了 5. 愛已經受傷 6. 歲月這把刀 7. 目送 8. 很遠的近 9. 豔遇 10. 還原                                                                                              |
| 7th  | 《再見》            | 2021年6月28日  | 華納音樂 | 曲目 1. 名人錄（電影《殺手保鑣2》中文主題曲） 2. I Don't Know Why 3. 幸福之前 4. 再見 5. 如願以償 6. 親愛的愛麗絲 7. 浪漫體質 8. 可是我們呢 9. 空氣 10. 如果那天                                                                                |

### 單曲
| 年份           | 名稱                           | 附註                                               |
| -------------- | ------------------------------ | -------------------------------------------------- |
| 2001年4月      | 男生女生配                     | 與許志安合唱，收錄於許志安專輯《這一刻你好不好》。 |
| 2005年6月      | 交叉路口                       | 收錄於偶像劇《偷天換日》電視原聲帶。               |
| 2008年8月      | 隧道 不要對我再說愛            | 收錄於偶像劇《籃球火》電視原聲帶。                 |
| 2011年4月      | 聽你說 多情                    | 收錄於偶像劇《犀利人妻》電視原聲帶。               |
| 2012年8月14日  | 一個人生活(2012幸福蛻變版)     | 收錄於《犀利人妻最終回：幸福男·不難》電影原聲帶。  |
| 2013年2月      | 愛是最美的事情(合唱版)         | 與洪敬堯合唱                                       |
| 2013年8月      | 愛是最美的事情(獨唱版)         |                                                    |
| 2014年11月28日 | 熊麻吉                         | 和聲，收錄於八三夭專輯《大逃殺》。                 |
| 2014年12月24日 | 幫忙                           | 與徐良合唱，收錄於徐良專輯《我》。                 |
| 2018年7月8日   | 當你說了再見以後               | 偶像劇《美男魚澡堂》片尾曲。                       |
| 2019年4月      | 愛如星火                       | 與馮一航合唱                                       |
| 2022年7月      | 距離產生的美                   |                                                    |
| 2022年7月      | 誰對我的心動負責               |                                                    |
| 2022年10月     | 日出                           | 電視劇《她和她的她》插曲。                         |
| 2023年2月      | 最小的海                       |                                                    |
| 2023年2月      | 錯配                           |                                                    |
| 2023年4月      | 都給你吧                       |                                                    |
| 2023年6月      | 落差                           |                                                    |
| 2023年9月      | 我想我願意                     | 與王錚亮合唱，電視劇《驕陽伴我》片尾曲。           |
| 2023年9月      | 送你                           |                                                    |
| 2024年1月      | 藏頭情書                       |                                                    |
| 2024年2月      | 那年白雪                       |                                                    |
| 2024年3月      | 缺口(當太陽升起時我們要更幸福) |                                                    |
| 2024年4月      | 年少無為                       |                                                    |
| 2024年4月      | 怪心事                         |                                                    |
| 2024年8月      | 你追著光走                     | 與王佳音合唱                                       |

## 演出作品

### 舞臺劇
- 2009年 《愛情里程》
- 2018年 《偷心情歌》
- 2018年/11-2019年/1 《恐龍復活了》 (新加坡）

### 音樂錄影帶
- 2019年 鄭怡《記得》

## 主持作品

### 廣播節目
- 2009-2017年 中廣音樂網《i-have fun》(周一至周五 UTC+8 16:00 18:00)。

## 演唱會

### 小型售票演唱會
- 2010年1月14日 《GJ&倪子崗（NESE）＋林凡（Freya）音樂會》 臺灣 台北西門河岸留言
- 2011年1月8日 《林凡 聊愛音樂會》 臺灣 台北海邊的卡夫卡
- 2011年1月15日《林凡 聊愛音樂會》 臺灣 台北河岸留言公館店
- 2011年11月19日《“只有林凡”生日音樂會》   臺灣 台北河岸留言公館店
- 2012年12月2日 《林凡 一個人生活 北京演唱會》 中国大陆 北京798小柯劇場
- 2013年7月26日 《孫盛希盛夏練曲/ 林凡夏日，聚。小河岸演唱會》 臺灣 台北河岸留言公館店
- 2014年4月26日 《2014 都市女聲系列 女人：煩 林凡演唱會》 臺灣 台北華山“Legacy Taipei 傳”音樂展演空間
- 2015年8月22日 《2015 超犀利趴 - 「聆凡好聲音」林凡犀利啥小趴演唱會》 臺灣 台北松山文創園區一號倉庫

### 大型售票演唱會
- 2012年8月18日 《2012 林凡 Freya&Friends 幸福零缺口犀利演唱會》 臺灣 台北國際會議中心 (嘉賓：陳乃榮, 陳威全, 周蕙, 魏如萱, 陳昇, 劉真)

### 合辦售票演唱會
- 2010年12月4日《犀利女聲 林凡、郁可唯 LIVE音樂會》 臺灣 台北西門河岸留言
- 2011年4月13日 《犀利女聲聽你說 林凡、郁可唯 慶功演唱會》 臺灣 台北華山“Legacy Taipei 傳”音樂展演空間
- 2012年11月4日 《犀利女聲 林凡 郁可唯 聽你說演唱會 2012》 新加坡 濱海藝術中心
- 2014年7月26日 《自由狂想曲林凡、陳零九、卓文萱 103年苗北好藝術-夏季藝文系列》 臺灣 苗栗縣苗北藝文中心
- 2014年8月16日 《滾石新聲活列車 林凡、符致逸、孫盛希、陳零九  演唱會》 中国大陆 廣州車站展演中心

## 獎項紀錄
| 年份   | 獲提名         | 獎項                          | 結果 |
| ------ | -------------- | ----------------------------- | ---- |
| 2001年 | 《FREYA》      | 第12屆金曲獎 最佳新人獎       | 提名 |
| 2011年 | 《眼淚流回去》 | 第22屆金曲獎 最佳國語女歌手獎 | 提名 |
| 2011年 | 〈重傷〉       | 第22屆金曲獎 年度歌曲獎       | 提名 |

## 外部連結
- 林凡的Facebook專頁
- 林凡的Instagram帳戶
- 林凡的新浪微博
- 林凡 官方Google+ （页面存档备份，存于）
- 林凡的个人部落格 （页面存档备份，存于）
- 林凡在豆瓣上的资料（简体中文）